# Brachydeutera ibari
Brachydeutera ibari är en tvåvingeart som beskrevs av Ninomyia 1929. Brachydeutera ibari ingår i släktet Brachydeutera och familjen vattenflugor. Inga underarter finns listade i Catalogue of Life.